# كونراد بيدن
كونراد بيدن (بالنرويجية البوكمول: Conrad Baden)‏ هو ملحن وموسيقي نرويجي، ولد في 31 أغسطس 1908 في درامن في النرويج، وتوفي في 11 يونيو 1989.